# 헨젤과 그레텔 (2007년 영화)
《헨젤과 그레텔》(Hansel & Gretel)은 2007년 12월 27일 개봉한 대한민국의 영화이다. 임필성 감독의 작품으로 천정명, 은원재, 심은경, 진지희 등이 출연했다. 2008 부천국제판타스틱영화제 특별언급(임필성) 수상작. 판타지 영화이다.

## 제작진
- 감독: 임필성
- 각본: 김민숙, 임필성
- 각색: 김지혜
- 촬영: 김지용

## 출연배우
- 천정명 ... 이은수
- 은원재 ... 김만복
- 심은경 ... 김영희
- 진지희 ... 김정순
- 박희순 ... 변집사/원장
- 박리디아 ... 경숙
- 김경익 ... 영식
- 장영남 ... 수정
- 고준희 ... 혜영(특별출연)
- 양미영 ... 손님녀

## 수상
- 제12회부천 국제 판타스틱 영화제 [BiFan] 특별언급(임필성)
- 제29회 판타스포르투 국제영화제 ‘공식 판타지’ 부문 심사위원특별상
- 제29회 판타스포르투 국제영화제 ‘오리엔트 익스프레스 경쟁’부문 최우수 작품상수상